# Clayman
Clayman è il quinto album in studio del gruppo melodic death metal svedese In Flames, pubblicato nel 2000 dalla Nuclear Blast.

## Descrizione
Nonostante rimanga sempre sul sound melodic death metal - che ha caratterizzato i primi lavori degli In Flames durante gli anni '90 - dal punto di vista del songwriting e degli arrangiamenti musicali presenta delle enormi differenze: il sound è ancora più melodico, le connotazioni folk che hanno caratterizzato le sonorità dei primi album cominciano piano piano a scomparire (nonostante vi siano delle partiture acustiche, seppur non in chiave folk). E, inoltre, il cantante Anders Fridén adotta uno stile vocale differente, abbandonando il growl tipico dei lavori precedenti in favore del fry scream (alternato alle clean vocals). Lo stesso Fridén si è occupato dei testi del disco, incentrandoli su argomenti molto più personali ed introspettivi (ad esempio, l'opener Bullet Ride è incentrata sulla depressione, Only for the Weak parla di amori perduti).
Per le canzoni Pinball Map e Only for the Weak vennero girati dei videoclip. In Suburban Me è presente un assolo di chitarra eseguito da Christopher Amott (fratello minore di Michael Amott).

## Edizioni
Nel 2005 è uscita una versione "Deluxe" che comprende una serie di contenuti speciali. Tre anni dopo quella rimasterizzata, sempre a cura della Nuclear Blast. Mentre, nel 2014 ha fatto parte della serie di ristampe - comprendente tutta la discografia della band - operata dalla Century Media Records.
Il 28 agosto del 2020 verrà pubblicata, nuovamente dalla Nuclear Blast Records, la "20th Anniversary Edition" in cui saranno presenti le ri-registrazioni di quattro brani del disco e la reinterpretazione - con Björn Gelotte alla sola chitarra - di Themes and Variations in D-Minor del violoncellista Johannes Bergion (comparso in Sounds of a Playground Fading degli stessi In Flames). Queste tracce faranno parte di un EP digitale dal titolo Clayman 2020 EP, disponibile dal 24 luglio sulle principali piattaforme.

## Tracce
Testi di Anders Fridén, musiche di Björn Gelotte e Jesper Strömblad
1. Bullet Ride – 4:42
2. Pinball Map – 4:08
3. Only for the Weak – 4:55
4. ...as the Future Repeats Today – 3:27
5. Square Nothing – 3:57
6. Clayman – 3:28
7. Satellites and Astronauts – 5:00
8. Brush the Dust Away – 3:17
9. Swim – 3:14
10. Suburban Me – 3:35
11. Another Day in Quicksand – 4:06

## Formazione
- Anders Fridén – voce
- Jesper Strömblad – chitarra
- Björn Gelotte – chitarra
- Peter Iwers – basso
- Daniel Svensson – batteria

altri musicisti
- Christopher Amott – assolo di chitarra in Suburban Me
- Charlie Storm – tastiere, campionatore, sintetizzatore
- Fredrik Nordström – assistente per tastiere, campionatore, sintetizzatore